# なりヒロwww
『なりヒロwww』（こんな私たちがなりゆきでヒロインになった結果www（こんなわたしたちがなりゆきでヒロインになったけっか））は、日本のアニメ作品。2014年9月27日に劇場アニメが公開され、10月から12月までテレビアニメが放送された。

## ストーリー
それまで平凡な日常を送っていた梵三姉妹は、ある日拾った猫がその晩夢に出て自分を守るためにヒロインになれと言い、実際に変身ヒロインをやることになってしまった。そして3姉妹を襲うブラックinc.という組織も現れて。

## 登場人物

### 梵三姉妹
迷いネコによってアプリでヒロインに変身できるようになる。名乗り口上は毎回3人バラバラ。名前は古代ギリシャの哲学者を連想させる。
梵ソクラ（そよぎ ソクラ）
声 - 田村睦心
三姉妹の長女、中学2年。使用乗り物はスケートボード。活発だが、中々意見が受け入れられなく、困るとギターを鳴らしてごまかす。コーヒーはミルクたっぷりまろやか派。すっぱいものが苦手。
ヒロインコスチュームのカラーはグリーン。必殺技は「頭と体がバイバイキーン」（2話）。
毎回OP後の冒頭にソクラの弾き語りから始まる。
イメージカラーは緑。
梵プラト（そよぎ プラト）
声 - 巽悠衣子
三姉妹の次女、小学6年。使用乗り物はセグウェイ。家から出ないインドア派で、ネガティブ。普段は猫っぽい着ぐるみパジャマを着ている。催眠怪人に洗脳されるがソクラによって正気に戻った。
ヒロインコスチュームのカラーはブルー。必殺技は「関節MAX、筋肉も凄いよ～パンチ！」（4話）。
必殺技の前にまずプラトのウンチクが入る。
イメージカラーは青。
梵アリス（そよぎ アリス）
声 - 内田真礼
三姉妹の三女、小学4年。使用乗り物はキックボード。天然。口調は「ですのー」。完璧主義なところがある。
ヒロインコスチュームのカラーはピンク。必殺技は「灼熱の炎を掛けるやーつ！」（1話）、「彼女『嫌い！』彼氏『俺も…嫌いだ』彼女『はっ』友だち『おい、見せつけてんじゃねーよ！ラブラブかよ！』パーーーンチ！」（5話）、「硬いネイルは心にも刺さるクロー！」（6話）、「程よいハーモニーが奏でるバランスが取れたやーつ！」（第8話）。
イメージカラーはピンク。
迷いネコ / DP
声 - 加藤英美里
梵姉妹のもとに居候をしているネコ。普段はどう見ても普通の猫だが、夢の中で自分を守らせるため3人に変身能力を授けた。額にひし形の痣があり、怪人が倒されるとダイヤエナジーを回収する。
本来の姿はブラックinc.に所属していた「DP」という女性で、地球消滅を主張し統括&DTと対立、単独で地球破壊を行おうとしたため猫に変化させられ力を封じ込められた。しかし、三姉妹が9つのダイヤエナジーを揃えてしまいついに復活する。

### ブラックinc.
猫を狙う謎の組織。本来の業務は宇宙に悪影響を与えそうな星を消滅させる清掃業。
キャッツオ統括（キャッツオとうかつ）
声 - 西村太佑
ブラックinc.（インク）の長。モニタの姿はワイヤーフレーム。コスト管理と成果至上主義の鬼。第11話で初めて姿を晒す。
DT（ディーティー）
声 - 落合弘治
ブラックinc.の社員。アフロ。梵三姉妹に敗れ、第2話でメントスガイザーにより飛ばされ行方不明になるも、第12話でようやく帰還する。
BL（ビーエル）
声 - 鈴木裕斗
DTの代わりとしてミルキーウェイ人材派遣から派遣してもらってきた新人。心理攻撃を得意とする。正社員を目指している。丁寧な口調で話しているが、プラトを引きこむ功績を挙げた時は馴れ馴れしい口調になった。
ミルキーウェイ人材派遣の倒産に伴い、第10話で社員に昇格。
怪人
声 - 西村太佑
ダイヤエナジーで作り出した怪人。倒すとダイヤエナジーを出す。

### その他
鈴木
声 - 巽悠衣子
第3話、留守番電話の声。
ヒロインちゃん
第7話、ヒロイン界の先輩。
クイズ番組出題ナレーター
声 - 巽悠衣子
BLが仕掛けたクイズ番組『ブラモネア』のナレーター担当。

## 劇場アニメ
『劇場版gdgd妖精sっていう映画はどうかな…？』の同時上映作品。テレビシリーズの序章に当たる。
なお映像ソフトとしては『劇場版gdgd』のBD/DVDに収録され、2014年11月19日に発売された。

## テレビアニメ
2014年10月から12月まで放送された。gdgd妖精sの菅原そうたが制作。映画のその後のストーリーとなる。

### スタッフ
- 原案・監督・キャラクターデザイン - 菅原そうた
- 脚本 - ますもとたくや
- 音響監督 - 久保荘一郎
- 音響効果 - 徳永義明
- 調整 - 早川裕之
- 音響制作担当 - 久保田康裕、大野拓也、山本航平
- 音響制作 - 東北新社
- MMDディレクター - ポンポコP
- キャラクターモデリング&変身コスチュームデザイン - キオ
- キャラクターモデリング - 銀獅
- MMDアニメーション - げるP、あず、Giz、フレディ、犬風邪、ポンポコP
- OP&EDアニメーション - フレディ
- アクセサリーモデリング - しえら、ぱね@まじめもでら
- エフェクト - ビームマンP
- 音楽制作 - Hifumi,inc.
- 劇伴作曲 - y0c1e、永山ひろなお
- プロデューサー - 別所敬司、福原和晃、鎗水善史、北澤晋一郎、高瀬裕章
- 制作 - ストロベリー・ミーツ ピクチュアズ、ファンカンパニー
- アニメーション制作 - 6次元アニメーション
- 制作協力 - シー・スリー・アイ
- 製作 - ストロベリー・ミーツ ピクチュアズ、ファンカンパニー、ポニーキャニオン、TOKYO MX、MEME TOKYO

### 主題歌
オープニングテーマ「なりゆきだってオーライwww」（第2話-）
作詞 - オノダヒロユキ / 作曲・編曲 - fu_mou / 歌 - なりヒロ3姉妹（田村睦心、巽悠衣子、内田真礼）
1話では挿入歌として流れる
エンディングテーマ「にじいろフィロソフィー」
作詞・作曲・編曲 - PandaBoY / 歌 - 虹のコンキスタドール
『つくドル！プロジェクト』から誕生した10人組のユニット。

### 各話リスト

#### 本編
予告では3本(又は2本)立てとされるが、作中では特にエピソードは区切られていない。
| 話数 | サブタイトル                                                                     | 三姉妹名乗り               | 登場怪人                           | ヒロイン検定                                                                          |
| ---- | -------------------------------------------------------------------------------- | -------------------------- | ---------------------------------- | ------------------------------------------------------------------------------------- |
| #1   | ソクラ、賛同なくすねる プラト、ヒロインの居場所をつきとめる アリス、火にこだわる | まろやかヒロイン三姉妹     | アロマ際立つプレミアムブレンド怪人 | -                                                                                     |
| #2   | ソクラ、結婚詐欺に遭う プラト、人生を振り返る アリス、スイーツ好き設定が加わる   | 落ち込みヒロイン三姉妹     | 落ちゲー怪人                       | -                                                                                     |
| #3   | ソクラ、伸び悩む プラト、操られる アリス、辱めを受ける                           | うっかりヒロイン三姉妹     | リモコン怪人                       | -                                                                                     |
| #4   | キャッツオ統括、在りし日を語る BL、涙する                                        | -                          | リモコン怪人                       | ヒロインのNGセリフは？                                                                |
| #5   | ソクラ、諦める プラト、悟る アリス、記憶を飛ばず                                 | フラグヒロイン三姉妹       | ハンマー怪人                       | このヒロインの口癖は何?                                                               |
| #6   | ソクラ、ゾクゾクする プラト、好き嫌いが発覚 アリス、ぷよる                       | 微妙な夢見るヒロイン三姉妹 | 連鎖怪人                           | ヒロインならこの状況どうやって乗り切る？ ヒロインが強くなる為に日々欠かせない事とは？ |
| #7   | ソクラ、おしりを奪われる プラト、付き合わされうんざり アリス、ハイテンション     | お目覚めヒロイン三姉妹     | 催眠怪人                           | この怪人、心の中で何と叫んでいる？                                                    |
| #8   | BL、自己暗示をかける 3姉妹、殺し合う                                             | -                          | 催眠怪人                           | ヒロイン界のタブーとは何？                                                            |
| #9   | ソクラ、変身する プラト、変身する アリス、変身する                               | どーでもいい話三姉妹       | チープ怪人1号・2号                 | 「私たちが力を合わせればどんな敵も●●●●●」 ●●●●●を埋めよ                               |
| #10  | ソクラ、ツイてる プラト、肩が張る アリス、やる気まんまん                         | -                          | -                                  | -                                                                                     |
| #11  | 統括、回想する BL、生唾を飲む                                                    | -                          | -                                  | -                                                                                     |
| #12  | ソクラ、戦う プラト、戦う アリス、戦う 統括、逃げる BL、逃げる                   | 最終回ヒロイン三姉妹       | DP                                 | こんな最終回は嫌だ、どんな最終回？                                                    |

#### 番外編・ヒロイン検定
ニコニコ動画、YouTubeで本編同日配信。本編と違い画は動かない。4話より本編でもヒロイン検定を実施。
| 話数 | サブタイトル            | 問題                                                                 |
| ---- | ----------------------- | -------------------------------------------------------------------- |
| #1   | ヒロイン検定 #1         | この怪人は何で泣いているのか答えよ。                                 |
| #2   | ヒロイン検定 #2         | ヒロインに必要な能力はスピード、パワー、あと1つは何？                |
| #3   | ヒロイン検定 #3         | 変身中、敵が邪魔してこないのはなぜ？                                 |
| #4   | ヒロイン検定 #4         | なし                                                                 |
| #5   | ヒロイン検定 #5         | 10万円で発売されたヒロインフィギュアが売り切れ続出！なぜ？           |
| #6   | ヒロイン検定 #6         | ヒロインアンケート、失敗エピソード第3位はなに？                      |
| #7   | ヒロイン検定 #7         | ヒロインを目の当たりにしたおばあさんが一言、何と言った？             |
| #8   | ヒロイン検定 #8         | アドリブで放ったセリフで監督が激怒！何を言った？                     |
| #9   | ヒロイン検定 #9         | ヒロインを口説けるともっぱら噂のあの殺し文句とは？                   |
| #10  | ヒロイン検定 #10        | ヒロイン界に昔から言い伝えられるお婆ちゃんの知恵袋的なモノといえば？ |
| #11  | ヒロイン検定 #11_最終回 | 流行には何にでも乗っかるヒロイン。次は何に乗っかろうと企てている？   |

### 放送局
| 放送地域 | 放送局               | 放送期間                 | 放送日時              | 放送系列   | 備考                                     |
| -------- | -------------------- | ------------------------ | --------------------- | ---------- | ---------------------------------------- |
| 東京都   | TOKYO MX             | 2014年10月6日 - 12月22日 | 月曜 25:05 - 25:20    | 独立局     | 製作委員会参加                           |
| 日本全域 | AT-X                 | 2014年10月10日 -         | 金曜 22:45 - 23:00    | CS放送     | リピート放送あり                         |
| 日本全域 | ニコニコ動画         | 2014年10月8日 - 12月24日 | 水曜 15:00頃 更新     | ネット配信 | 第1話無料公開 第2話以降は最新話2週間無料 |
| 日本全域 | ドコモ・アニメストア | 2014年10月15日 -         | 隔週水曜 12:00頃 更新 | ネット配信 | 最新2話まとめて配信                      |

### BD / DVD
| 巻 | 発売日         | 収録話         | 規格品番   | 規格品番   |
| 巻 | 発売日         | 収録話         | BD         | DVD        |
| -- | -------------- | -------------- | ---------- | ---------- |
| 1  | 2014年12月17日 | 第1話 - 第4話  | PCXE-50473 | PCBE-12151 |
| 2  | 2015年1月21日  | 第5話 - 第8話  | PCXE-50474 | PCBE-12152 |
| 3  | 2015年2月18日  | 第9話 - 第12話 | PCXE-50475 | PCBE-12153 |